# Unida
Unida är ett amerikanskt stonerrockband som bildades 1998.

## Historia
Efter upplösningen av stonerrock-pionjärerna Kyuss och det kortlivade projektet Slo Burn kom John Garcia tillbaka med Unida, ett band som förutom Garcia på sång också bestod av Arthur Seay (gitarr), Dave Dinsmore (basgitarr) och Mike Cancino (trummor). Dinsmore blev sedermera ersatt av Scott Reeder.
1999 gav Unida ut en delad CD med det svenska bandet Dozer, där Unidas del heter The Best of Wayne-Gro EP. Senare samma år gav de ut sitt första album, Coping With the Urban Coyote på det nu nedlagda skivbolaget Man's Ruin Records.
Kontakterna med deras nästa skivbolag, American Records, slutade med juridiska problem. Det som skulle ha blivit deras andra album, planerat att ges ut 2001, har ännu inte kommit ut.
Sedan dess har John Garcia givit ut två album med bandet Hermano och 2004 medverkade Unida på High Times Records' High Volume: The Stoner Rock Collection, där de bidrog med låten "Left Us To Mold".

## Medlemmar
Nuvarande medlemmar
- Miguel Cancino – trummor (1998–2003, 2012–)
- Arthur Seay – gitarr (1998–2003, 2012–)
- John Garcia – sång (1998–2003, 2012–)
- Owen Seay – basgitarr (2012–)

Tidigare medlemmar
- Scott Reeder – basgitarr
- Jerry Montano – basgitarr
- Dave Dinsmore – basgitarr (1998–2000)
- Eddie Plascencia – basgitarr (2000–2003)

Turnerande medlemmar
- Paul Gray – basgitarr (2003, död 2010)

## Diskografi
Studioalbum
- Coping With The Urban Coyote (1999)[2]

EP
- The Best of Wayne-Gro / Coming Down the Mountain (delad EP med Dozer) (1999)
- Unida vs Entombed (delad EP) (2003)

Samlingsalbum med div. artister
- Rise 13: Magick Rock, Vol. 1 (med låten Black Woman) (1999)
- High Volume: The Stoner Rock Collection (med låten Left Us To Mold) (2004)

Bootleg
- For the Working Man (2002)[3]